# Roman Candle
Roman Candle är Elliott Smiths debutalbum, släppt 1994 på Cavity Search records. Det räknas som hans mörkaste album, med låtar om förstörda människor, alkoholproblem och att falla i glömska. Titelspåret är en historia om misshandel och sexuellt utnyttjande. Många tror han refererar till sin egen barndom. Låten "Last Call" är den mest debatterade låten på skivan, då vissa hävdar att han sjöng om självmord, 9 år innan sin död. Andra kända låtar från skivan är "Condor Ave." och "no name #3".

## Låtlista
Alla låtar är skrivna och komponerade av Elliott Smith, förutom där annat anges. 
| Nr           | Titel                                   | Längd |
| ------------ | --------------------------------------- | ----- |
| 1.           | Roman Candle                            | 3:37  |
| 2.           | Condor Ave.                             | 3:34  |
| 3.           | No Name #1 (Elliott Smith, J.J. Gonson) | 3:03  |
| 4.           | No Name #2                              | 3:34  |
| 5.           | No Name #3                              | 3:13  |
| 6.           | Drive All Over Town                     | 2:36  |
| 7.           | No Name #4                              | 2:30  |
| 8.           | Last Call                               | 4:38  |
| 9.           | Kiwi Maddog 20/20                       | 3:40  |
| Total längd: | Total längd:                            | 30:28 |